# Malte au Concours Eurovision de la chanson 2016
Malte est l'un des quarante-deux pays participants du Concours Eurovision de la chanson 2016, qui se déroule à Stockholm en Suède. Le pays est représenté par la chanteuse Ira Losco, sélectionnée lors du Malta Eurovision Song Contest,  et sa chanson Walk on Water, sélectionnée en interne par le diffuseur maltais PBS. Lors de la finale, le pays termine 12e, recevant 153 points.

## Sélection
Le 3 septembre 2015, le diffuseur maltais confirme sa participation à l'Eurovision 2016 . Comme les années précédentes, le gagnant du télé-crochet Malta Eurovision Song Contest est sélectionné pour représenter Malte au Concours Eurovision de la chanson.

### Sélection de l'artiste

#### Demi-finale
La demi-finale de cette sélection a pris place le 22 janvier 2016 où 20 chansons ont concouru pour 14 places en finale.
| Ordre | Artiste              | Chanson                |
| ----- | -------------------- | ---------------------- |
| 1     | Ira Losco            | Chameleon (Invincible) |
| 2     | Corazon              | Falling Glass          |
| 3     | Stefan Galea         | Light Up My Life       |
| 4     | Domenique            | Empty Hearted          |
| 5     | Dario Mifsud Bonnici | I Love You             |
| 6     | Daniel Testa         | Under the Sun          |
| 7     | Jessika              | The Flame              |
| 8     | Jasmine Abela        | Alive                  |
| 9     | Raquel Galdes        | Flashing Lights        |
| 10    | Brooke               | Golden                 |
| 11    | Kimberley Cortis     | Lighthouse             |
| 12    | Sarah Crystal        | Right Here With You    |
| 13    | Danica               | Frontline              |
| 14    | Christabelle         | Kingdom                |
| 15    | Franklin Calleja     | Little Love            |
| 16    | Dominic              | Fire Burn              |
| 17    | Ira Losco            | That's Why I Love You  |
| 18    | Laurence Gray        | You're Beautiful       |
| 19    | Maxine Pace          | Young Love             |
| 20    | Deborah C            | All Around the World   |

- Chansons qualifiées pour la finale

#### Finale
Les 14 chansons qualifiées ont de nouveau été interprétées le 23 janvier 2016, le vainqueur a été décidé par le biais du jury (5/6) et du télévote (1/6). L'ordre de passage est présenté ainsi :
| Ordre | Artiste          | Chanson                | Jury | Télévote | Total | Résultat |
| ----- | ---------------- | ---------------------- | ---- | -------- | ----- | -------- |
| 1     | Deborah C        | All Around the World   | 8    | 0        | 8     | 11       |
| 2     | Franklin Calleja | Little Love            | 38   | 6        | 44    | 3        |
| 3     | Daniel Testa     | Under the Sun          | 2    | 0        | 2     | 14       |
| 4     | Brooke           | Golden                 | 48   | 10       | 58    | 2        |
| 5     | Raquel           | Flashing Lights        | 11   | 1        | 12    | 9        |
| 6     | Christabelle     | Kingdom                | 30   | 8        | 38    | 4        |
| 7     | Corazon          | Falling Glass          | 10   | 5        | 15    | 8        |
| 8     | Dominic          | Fire Burn              | 5    | 0        | 5     | 13       |
| 9     | Jessika          | The Flame              | 15   | 4        | 19    | 7        |
| 10    | Jasmine Abela    | Alive                  | 23   | 3        | 26    | 6        |
| 11    | Laurence Gray    | You're Beautiful       | 5    | 2        | 7     | 12       |
| 12    | Maxine Pace      | Young Love             | 29   | 7        | 36    | 5        |
| 13    | Ira Losco        | Chameleon (Invincible) | 56   | 12       | 68    | 1        |
| 14    | Kim              | Lighthouse             | 10   | 0        | 10    | 10       |

### Sélection de la chanson
Le 17 février 2016, la délégation maltaise décide de lancer une nouvelle sélection de chanson pour Ira Losco parmi plusieurs chansons, dont une version remastérisée de Chameleon,. 
Sa nouvelle chanson Walk On Water est présentée le 17 mars 2016.

## À l'Eurovision
Malte participe à la première demi-finale, le 10 mai 2016. Le pays y termine 3e avec 209 points, ce qui lui permet de se qualifier pour la finale où il termine 12e avec 153 points.